# Nova Esquerra (Grècia)
|  | Aquest article tracta sobre el partit polític grec. Si cerqueu el partit polític valencià, vegeu «Nova Esquerra (País Valencià)». |

La Nova Esquerra (NA; en grec: Νέα Αριστερά) és un partit polític d'esquerra a centreesquerra al Parlament hel·lènic. Va ser fundat el 5 de desembre de 2023 per onze diputats independents que van abandonar Syriza. El president del grup parlamentari és Alexis Haritsis.
Està representat al Parlament Europeu per un eurodiputat, Dimitris Papadimoulis, també fruit del trencament amb Syriza.

## Història
Després de la dimissió d'Alexis Tsipras com a president de Syriza, i la posterior elecció de Stefanos Kasselakis per substituir-lo el setembre de 2023, hi va haver una profunda crisi interna al partit. Els grups interns "Paraigües" i "6+6" van criticar l'intent de Kasselakis de moure el partit cap al socioliberalisme, així com els seus anteriors vincles o suport a Nova Democràcia.
Aquest conflicte finalment va culminar amb la sortida de la facció "Paraigües" del partit i la destitució de dos diputats considerats propers (Peti Perka i Euclid Tsakalotos) per ordre de Kasselakis el 13 de novembre de 2023. Deu dies després, el grup "6+6" i nou diputats d'aquest (Sia Anagnostopoulou, Effie Achtsioglou, Chousein Zeimpek, Nasos Iliopoulos, Dimitris Tzanakopoulos, Meropi Tzoufi, Ozgur Ferhat, Theano Fotiou, i Alexis Haritsis) abandonarien Syriza.
El 4 de desembre de 2023, els onze diputats independents van anunciar el nom i el logotip del seu nou partit en un acte públic. L'endemà, el grup parlamentari va ser anunciat oficialment al Parlament hel·lènic. L'eurodiputat Dimitrios Papadimoulis va anunciar la seva afiliació al grup el mateix dia.

## Resultats electorals
| Any       | Vots         | %            | Escons   | +/- |
| --------- | ------------ | ------------ | -------- | --- |
| 2023 (II) | Com a Syriza | Com a Syriza | 11 / 300 | Nou |

| Any  | Vots         | %            | Escons | +/- | Pos. | Líder            |
| ---- | ------------ | ------------ | ------ | --- | ---- | ---------------- |
| 2019 | Com a Syriza | Com a Syriza | 1 / 21 | Nou |      |                  |
| 2024 | 97,554       | 2.45%        | 0 / 21 | 1   | 10è  | Alexis Charitsis |